# Reckenhöhle

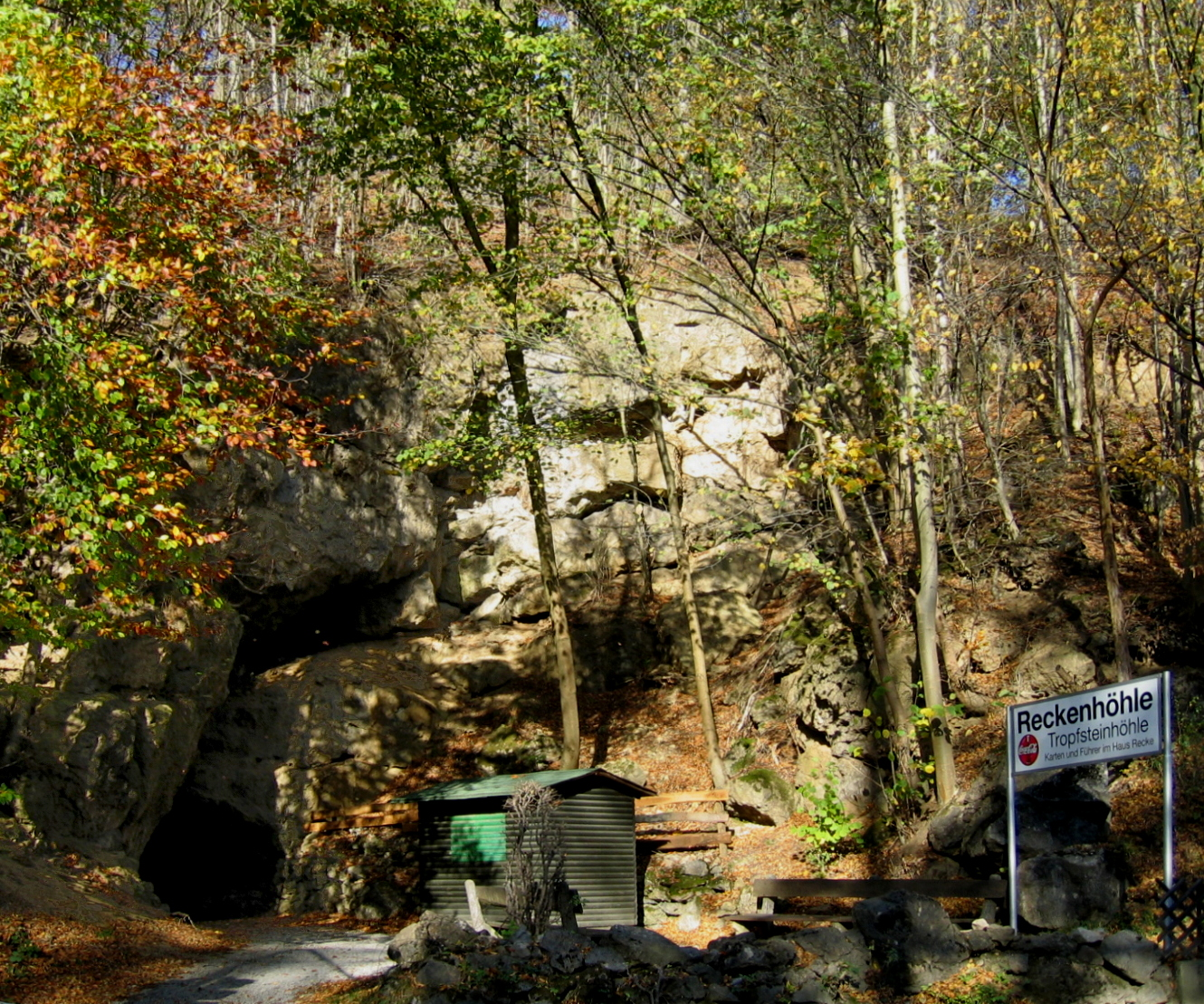
Höhleneingang

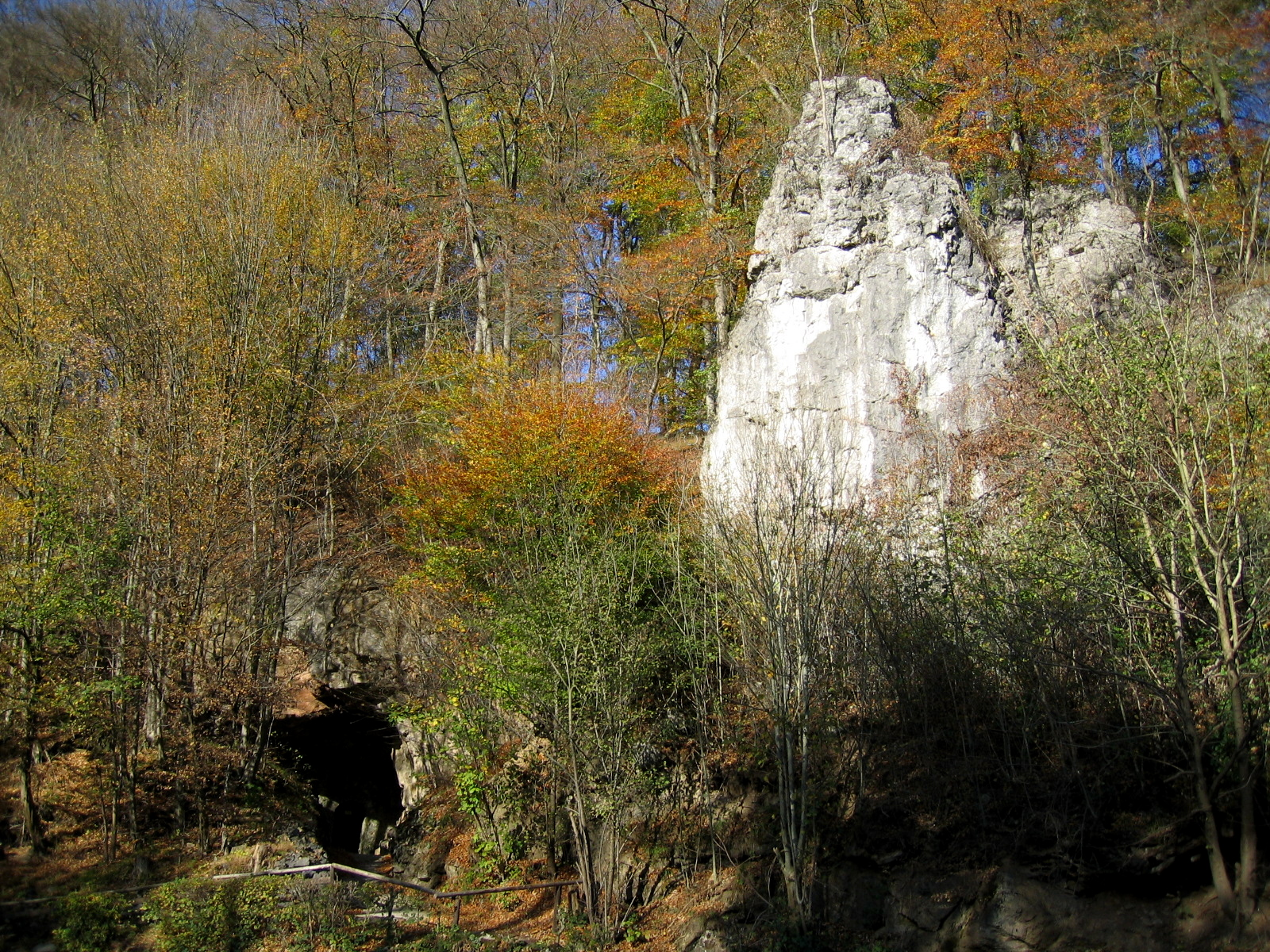
Höhlenausgang

Die Reckenhöhle ist eine im Balver Stadtteil Binolen gelegene Tropfsteinhöhle. 300 Meter der Höhle sind für Besucher zugänglich und als Schauhöhle ausgebaut. Die Reckenhöhle hat etwa 2,5 Kilometer bekannte Höhlengänge. Die Höhle befindet sich im Hönnetal in einer devonischen Massenkalksenke, die sich von Hagen bis nach Balve erstreckt. Weitere Schauhöhlen finden sich in Iserlohn (Dechenhöhle) und Hemer (Heinrichshöhle).

## Geschichte
Die Familie Recke, vormals Benzler oder Bentzeler, ist seit dem 17. Jahrhundert nachweislich in Binolen ansässig.
1888 wurde die – später so genannte –  Reckenhöhle von Franz Recke entdeckt, nach Beobachtung von Wasserdämpfen, die im Winter aus einem Spalt aufstiegen. Bereits im Jahr 1890 begann Recke einen Führungsbetrieb. Im gleichen Jahr wurde der erste Teil der Höhle als Schauhöhle eröffnet. Der elektrische Strom für die Beleuchtung wurde mit Wasserkraft aus der Hönne erzeugt.
1936 erfolgte der Anschluss an die öffentliche Stromversorgung. Seit 1924 ist die Höhle in ihrer heutigen Art begehbar. Verschiedene Museen nutzten im Zweiten Weltkrieg die Reckenhöhle als Lagerstätte für ihren Fundus. Im Heimatmuseum Menden befinden sich bei Ausgrabungen gefundene Mammutzähne und ein Höhlenbärenskelett. Die Schalttafel der ersten Beleuchtungsanlage steht in einem Dortmunder Museum.